# Pastýřská stěna

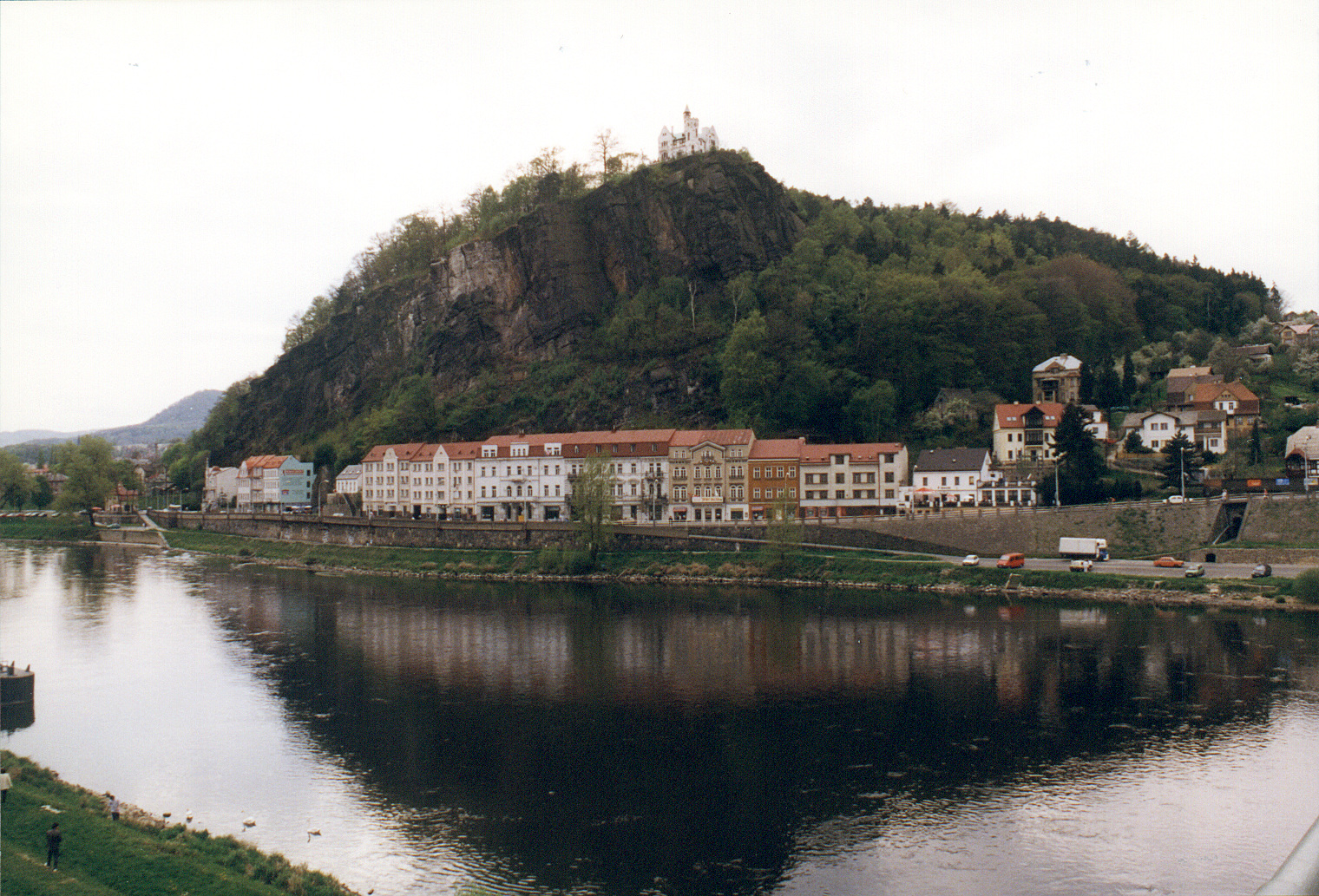
Blick über Weiher zur Schäferwand

Die Pastýřská stěna, auch Ovčí stěna (deutsch: Schäferwand) ist ein Sandsteinfelsmassiv am Ufer der Elbe im Stadtgebiet von Děčín (Tetschen) in Tschechien.

## Geschichte
Der Name wird heute von Sprachforschern auf den deutschen Namen Schiefe Wand zurückgeführt. Der heutige tschechische Name ist eine Übersetzung des deutschen Namens Schäferwand.
Bereits im 19. Jahrhundert war die Schäferwand aufgrund ihrer markanten Aussicht zu einem beliebten Ausflugsziel geworden. Daher entschloss man sich zum Bau einer hölzernen Unterstandshütte, die 1905 in der Form einer romantischen Burg in massiver Bauweise ersetzt wurde und heute noch auf der Schäferwand steht. Von der Terrasse der Gaststätte bietet sich ein malerischer Blick auf das Elbtal und das gegenüberliegende Schloss Děčín (Tetschen).
Nach 1945 wurde auf dem Plateau der Zoo von Děčín angelegt. Im Innern des Felsens wurde ein Aufzug von der Elbstraße bis auf das Bergplateau gebaut, welcher derzeit allerdings außer Betrieb ist (2006).
Durch den Felsen führt ein Tunnel der Bahnstrecke Dresden–Děčín.
Seit 2012 wurde an der Schäferwand ein Klettersteig („Via ferrata Pastyrska Stena“) angelegt und 2014 eröffnet. Mehrere Routen mit einer Länge von bis zu 170 Metern überwinden die knapp 100 Höhenmeter der Felswand. Der Klettersteig wurde von Karel Bělina mit Unterstützung der Stadt gebaut. Die Schwierigkeiten der Routen erstrecken sich von C bis E und erfordern somit fortgeschrittenes Niveau.
Für Wanderer führt ab dem Bahnhof Děčín ein rot markierter Wanderweg zum Gipfel und weiter zum Hohen Schneeberg.

## Fotos

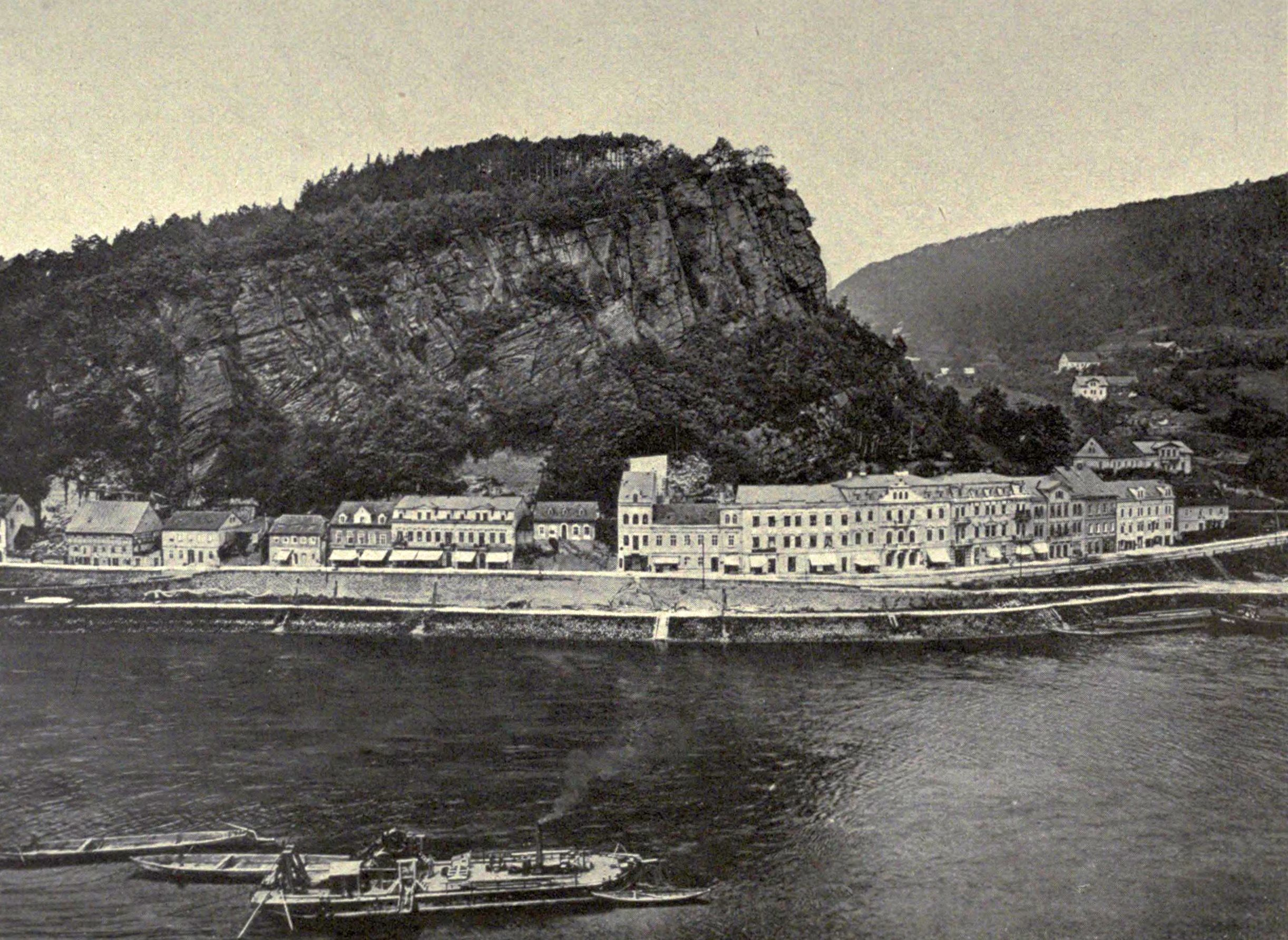
Děčín von der Schäferwand um 1900
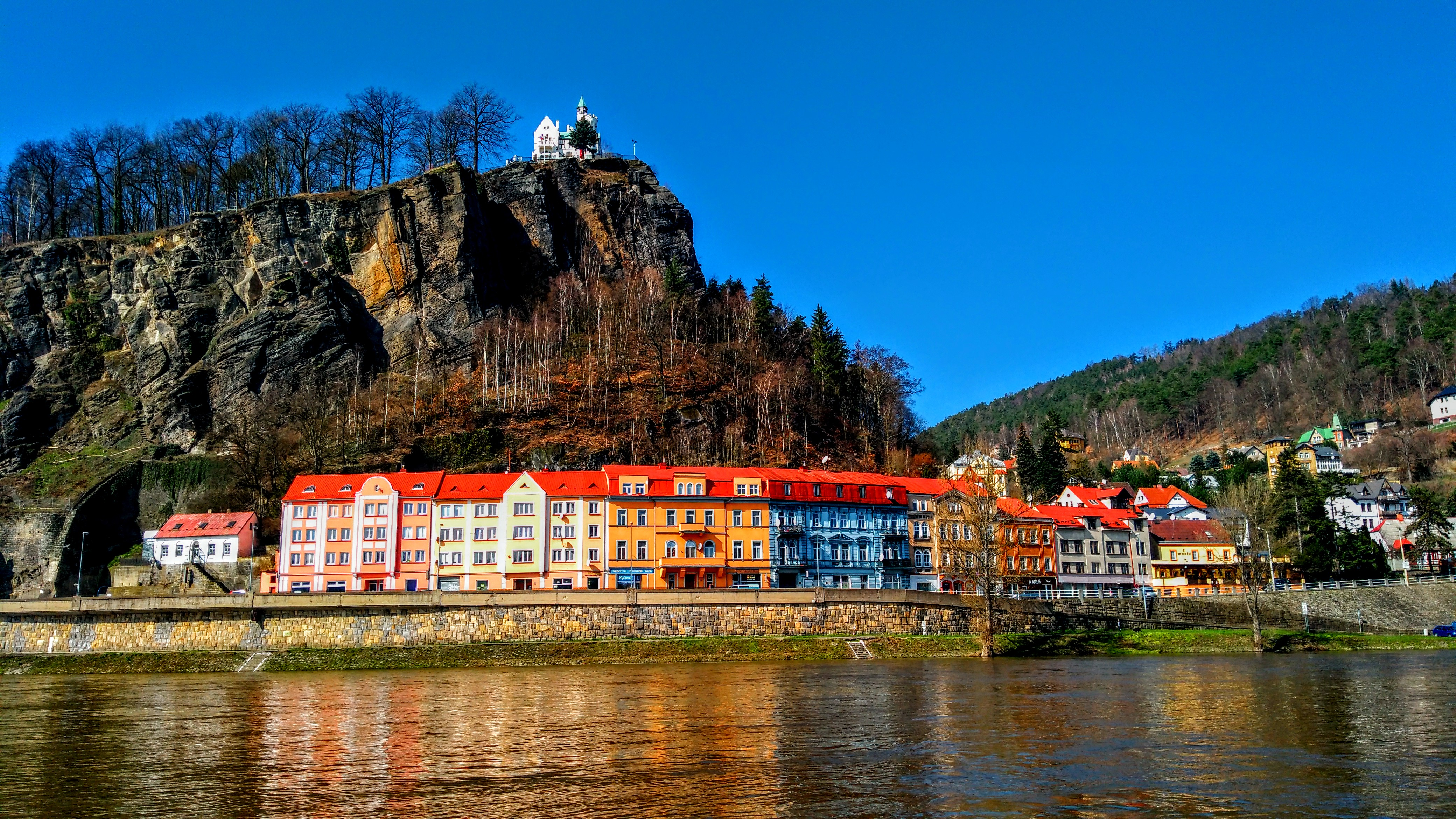
Ansicht der Schäferwand
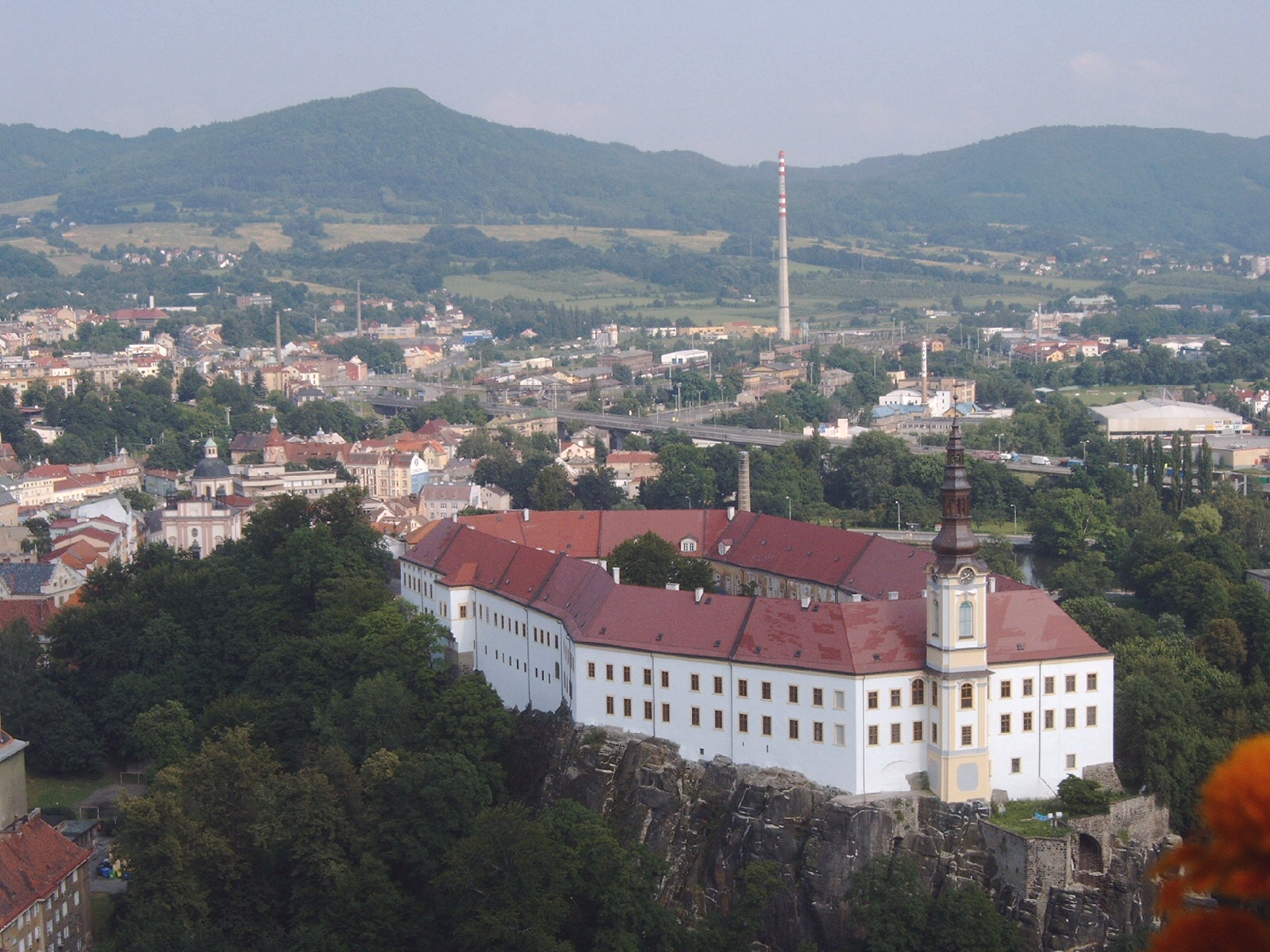
Blick von der Pastýřská stěna über Děčín auf das rechte Ufer der Elbe
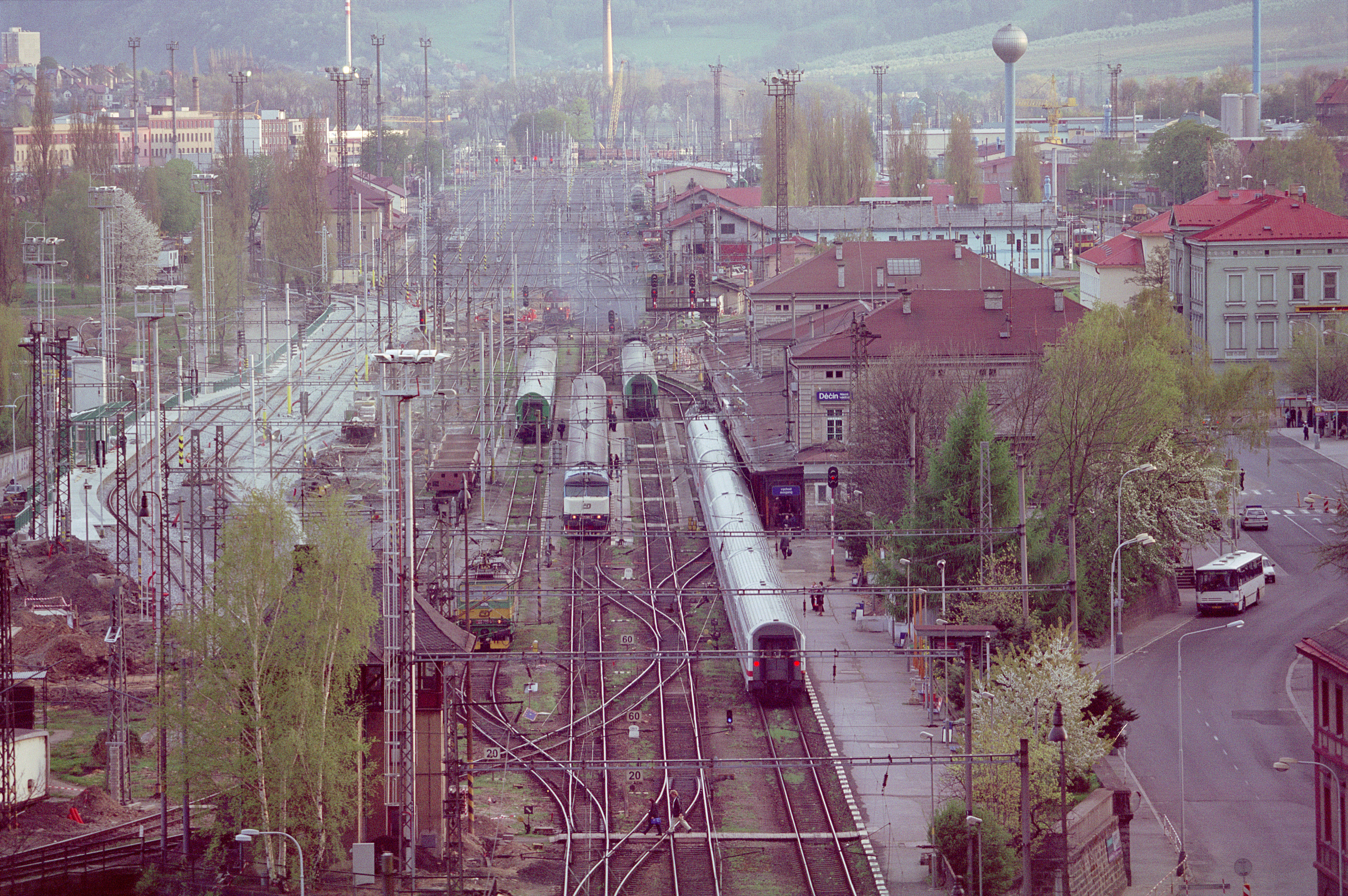
Blick zum Bahnhof von Děčín von der Schäferwand
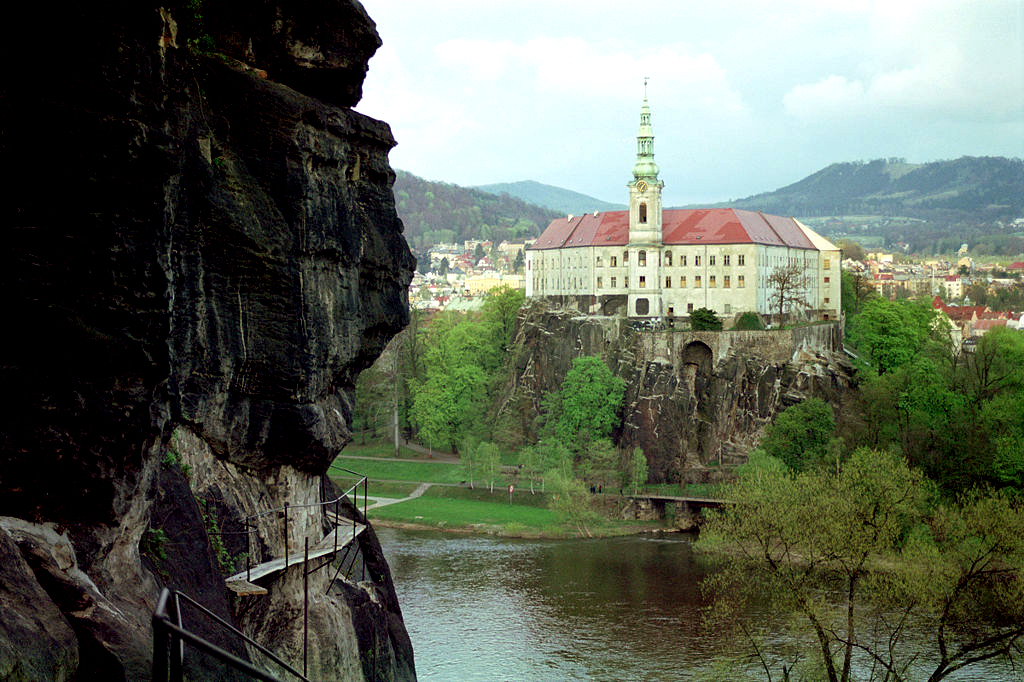
Vormalige Steiganlagen an der Schäferwand und Blick zum Schloss